# Biotin-(metilmalonil-KoA-karboksitransferaza) ligaza
Biotin-(metilmalonil-KoA-karboksitransferaza) ligaza (EC 6.3.4.9, biotin-(metilmalonil-KoA-karboksiltransferaza) sintetaza, biotin-metilmalonil koenzim A karboksiltransferaza sintetaza, biotin-transkarboksilazna sintetaza, metilmalonil koenzim A holotranskarboksilazna sintetaza, biotin—(metilmalonil-KoA-karboksiltransferaza) ligaza, biotin:apo(metilmalonil-KoA:piruvat karboksiltransferaza) ligaza (formira AMP)) je enzim sa sistematskim imenom biotin:apo(metilmalonil-KoA:piruvat karboksitransferaza) ligaza (formira AMP). Ovaj enzim katalizuje sledeću hemijsku reakciju
ATP + biotin + apo-[metilmalonil-KoA:piruvat karboksitransferaza] {\displaystyle \rightleftharpoons } AMP + difosfat + [metilmalonil-KoA:piruvat karboksitransferaza]

## Literatura
- Nicholas C. Price; Lewis Stevens (1999). Fundamentals of Enzymology: The Cell and Molecular Biology of Catalytic Proteins (Third изд.). USA: Oxford University Press. ISBN 019850229X.
- Eric J. Toone (2006). Advances in Enzymology and Related Areas of Molecular Biology, Protein Evolution (Volume 75 изд.). Wiley-Interscience. ISBN 0471205036.
- Branden C; Tooze J. Introduction to Protein Structure. New York, NY: Garland Publishing. ISBN 0-8153-2305-0.
- Irwin H. Segel. Enzyme Kinetics: Behavior and Analysis of Rapid Equilibrium and Steady-State Enzyme Systems (Book 44 изд.). Wiley Classics Library. ISBN 0471303097.

## Spoljašnje veze
- Biotin—(methylmalonyl-CoA-carboxytransferase)+ligase на 